# 호이나

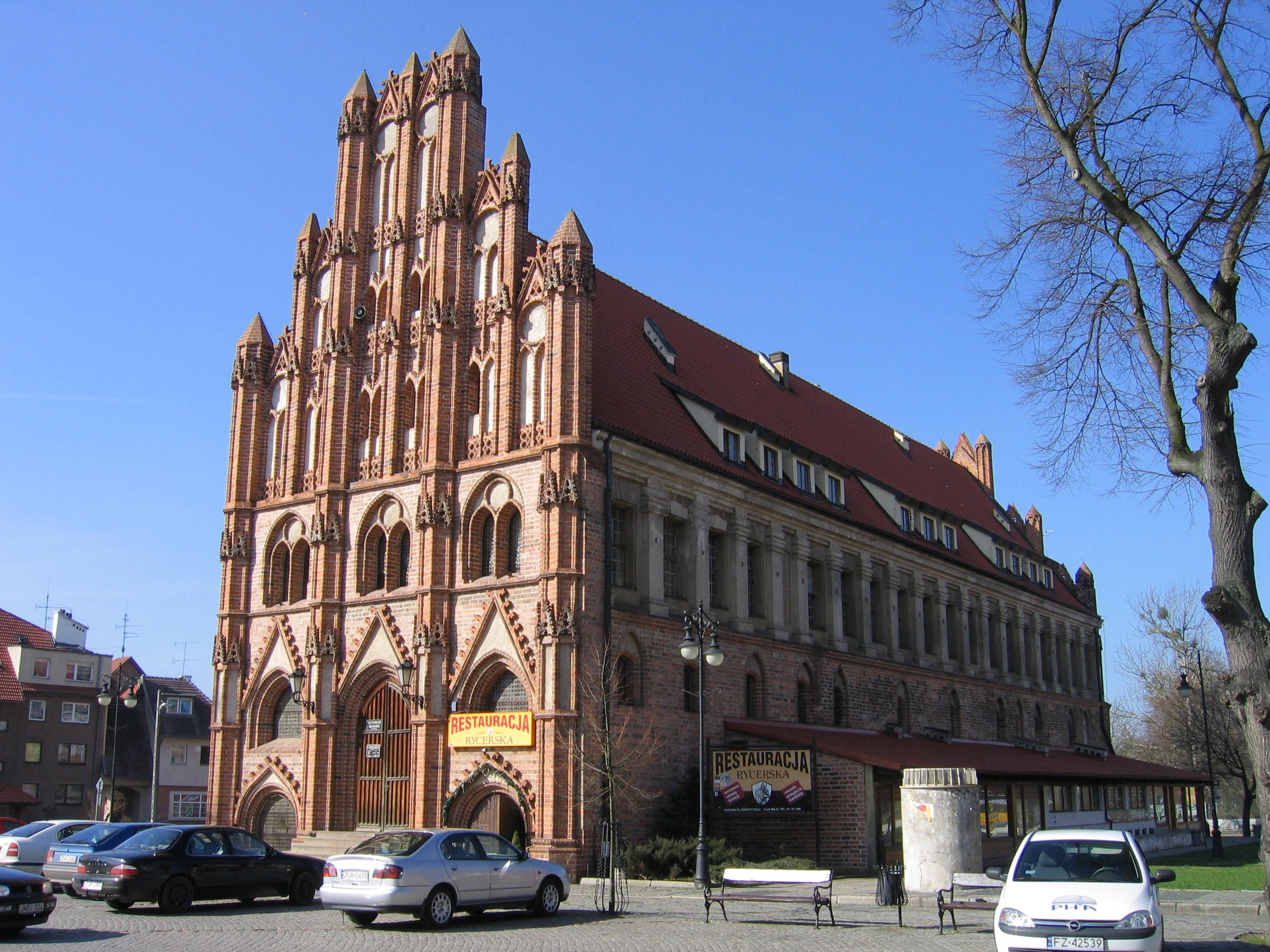
고딕 양식으로 지어진 호이나 시청

호이나(폴란드어: Chojna, 독일어: Königsberg in der Neumark 쾨니히스베르크인데어노이마르크[*])는 폴란드 서포모제주에 위치한 도시로 면적은 12.12km2, 인구는 7,187명(2006년 기준), 인구 밀도는 590명/km2이다. 행정 구역상으로는 그리피노군에 속한다. 슈체친에서 남쪽으로 약 60km 정도 떨어진 곳에 위치하며 오데르강을 따라 독일과 국경을 접한다.

시 문장